# Cornelis Schafrat
Cornelus Hendrikus Franciscus (Cornelis) Schafrat (Nuenen, 10 oktober 1888 – Boekel, 2 mei 1954) was een Nederlands politicus. 
Hij werd geboren als zoon van Johannes Leonardus Schafrat (1847-1924) en Adriana van Eerd (1853-1930). Hij begon zijn ambtelijke loopbaan bij de gemeentesecretarie van Nuenen, Gerwen en Nederwetten en hij was later hoofdambtenaar bij de gemeente Eindhoven. In 1918 volgde hij A.J.W.M. Moons op als de gemeentesecretaris van Gemert nadat deze benoemd was tot burgemeester van Raamsdonk. Schafrat werd begin 1929 benoemd tot burgemeester van Boekel. In de periode 1944-1945 waren er waarnemend burgemeesters van Boekel. Schafrat ging eind 1953 met pensioen en een half jaar overleed hij op 65-jarige leeftijd. 